# قمتقاي (كراني)
قمتقاي (بالفارسية: قمچقای) هي قرية تقع في إيران في قسم کراني الريفي. يقدر عدد سكانها بـ 271 نسمة بحسب إحصاء 2016.